# Fadinha-estriada
Fadinha-estriada  (Amytornis striatus) é uma espécie de ave da família Maluridae.
É endémica da Austrália.